# Lašovice (Rakovníki járás)
Lašovice település Csehországban, Rakovníki járásban. Lašovice Pustověty, Pavlíkov, Velká Buková és Všetaty településekkel határos. Lakosainak száma 134 fő (2024. január 1.).

## Népesség
A település lakosságának változását az alábbi diagram mutatja:
| Lakosok száma | 417  | 433  | 417  | 281  | 156  | 101  | 121  | 119  | 114  | 134  |
|               | 1869 | 1890 | 1921 | 1950 | 1980 | 2001 | 2017 | 2019 | 2022 | 2024 |